# Liste der deutschen Schatzminister
Schatzminister waren Bundes- bzw. Reichsminister, die sich mit der Verwaltung des Vermögens des Bundes bzw. des Reiches befassten.
Während der Weimarer Republik standen von 1919 bis 1923 fünf Minister dem Reichsschatzministerium vor, während der Bundesrepublik von 1957 bis 1969 dem Bundesschatzministerium ebenfalls fünf Minister vor.

## Reichsschatzminister der Weimarer Republik (1919–1923)

Wappen der Weimarer Republik

| Name            | Amtszeit (Beginn) | Amtszeit (Ende)   | Partei  |
| --------------- | ----------------- | ----------------- | ------- |
| Georg Gothein   | 21. März 1919     | 20. Juni 1919     | DDP     |
| Wilhelm Mayer   | 21. Juni 1919     | 30. Januar 1920   | Zentrum |
| Gustav Bauer    | 31. Januar 1920   | 21. Juni 1920     | SPD     |
| Hans von Raumer | 25. Juni 1920     | 4. Mai 1921       | DVP     |
| Gustav Bauer    | 10. Mai 1921      | 14. November 1922 | SPD     |
| Heinrich Albert | 22. November 1922 | 1. April 1923     | –       |

## Bundesschatzminister der Bundesrepublik Deutschland (1957–1969)

Wappen der Bundesrepublik

| Name             | Amtszeit (Beginn) | Amtszeit (Ende)   | Partei |
| ---------------- | ----------------- | ----------------- | ------ |
| Hermann Lindrath | 29. Oktober 1957  | 27. Februar 1960  | CDU    |
| Hans Wilhelmi    | 4. Mai 1960       | 14. November 1961 | CDU    |
| Hans Lenz        | 14. November 1961 | 19. November 1962 | FDP    |
| Werner Dollinger | 13. Dezember 1962 | 1. Dezember 1966  | CSU    |
| Kurt Schmücker   | 1. Dezember 1966  | 1. Oktober 1969   | CDU    |